# August Lösch

Teoria lokalizacji autorstwa Augusta Loscha

August Lösch (ur. 15 października 1906 w Öhringen, zm. 30 maja 1945 w Ratzeburgu) – niemiecki ekonom i teoretyk kultury, uważany za ojca gospodarki przestrzennej jako samodzielnej dziedziny nauki. 
Lösch swój doktorat obronił na Uniwersytecie w Bonn w 1932 roku. 

## Opus magnum
Jego główne dzieło "Die räumliche Ordnung der Wirtschaft" wydane w 1940 roku zawiera podstawy ogólnej teorii gospodarki przestrzennej. Według Löscha za gospodarkę przestrzenną uważa się „teorię ekonomii wzbogaconą o wątki przestrzenne lub przestrzenne uzupełnienie czy też rozwinięcie teorii ekonomii”. Swoją pracę rozpoczął od rozwinięcia teorii lokalizacji, dla której za optymalne kryteria przyjął czynnik maksymalizacji zysków oraz maksymalizacji liczby podmiotów gospodarczych. Jednakże sednem jego dzieła jest teoria krajobrazu gospodarczego w myśl której:
- istnieje rozległa jednorodna równina z równomiernie rozmieszczoną ludnością rolniczą i jednakowymi warunkami transportu we wszystkich kierunkach
- występują korzyści skali w produkcji oraz korzyści aglomeracji
- przemieszczanie produkcji pociąga za sobą koszty transportu
- gusty i preferencje ludności są jednakowe, natomiast popyt elastyczny
- przedsiębiorstwa dążą do maksymalizacji swoich zysków
- cały system powinien być tak zorganizowany przestrzennie, aby całkowite koszty transportu były minimalne

"Die räumliche Ordnung der Wirtschaft" w Polsce wydane zostało po raz pierwszy w 1961 roku pod tytułem "Gospodarka przestrzenna" mimo iż w wolnym tłumaczeniu tytuł ten oznacza jedynie "Organizację przestrzenną gospodarki". Autorzy przekładu K. Dziewoński i W. Lisowski dali więc nieświadomie nazwę dla tej dziedziny nauki, która to na dobre przyjęła się w Polsce i jak dotąd nie ma innego odpowiednika.